# 친양자
친양자는 기존의 부모와의 친자관계가 소멸되는 친양자 입양에 의해 입양된 양자를 말한다. 대한민국에서는 호주제 폐지와 함께 도입되었다.

## 일본
특별양자결연(特別養子縁組)이라고 한다.

## 프랑스
adoption plénière이라고 한다.